# Восточный ирис
Ирис восточный, или богомол пятнистокрылый, или богомол пятнистый, или богомол испещренный (лат. Iris polystictica) — вид насекомых из семейства Eremiaphilidae отряда богомоловых. Распространён в юго-восточной части России, Украины (в Крыму), Закавказье, Казахстане и Средней Азии. Обитает в степном высокотравье и на опушках лесов.
Занесён в Красную книгу Украины (редкий вид) и Новосибирской области (редкий вид). Лимитирующими факторами являются распашка степей, перевыпас и сведение колков. Крылья довольно короткие. Задние конечности самые длинные. Оотеки серого цвета, откладывает осенью, а маленькие богомолы выходят из неё весной. Живёт на мелкой растительности.
В длину самка достигает 5—6 см, самец 4,5—5,5 см.

## Классификация
Выделяют следующие подвиды:
- Iris polystictica mongolica Sjostedt, 1932
- Iris polystictica polystictica Fischer-Waldheim, 1846
- Iris polystictica shahdarinica Lindt, 1963
- Iris polystictica shugnanica Lindt, 1963